# سنگری (کارولینای جنوبی)
سنگری(به انگلیسی: Sangaree) شهری در ایالت کارولینای جنوبی کشور ایالات متحده آمریکا است که جمعیت آن در سرشماری سال ۲۰۱۰ میلادی، ۸٬۲۲۰ نفر بوده‌است.